# Markaz Dikirnis
Markaz Dikirnis (arabiska: مركز دكرنس) är en region i Egypten.   Den ligger i guvernementet Ad-Daqahliyya, i den norra delen av landet, 120 km norr om huvudstaden Kairo. Antalet invånare är 62 177.